# Zabqin
Zabqin (en árabe: زبقين) es una ciudad al Sur de Líbano, en el Distrito de Tiro que se encuentra a 450 metros sobre el nivel del mar; ubicada a 103 kilómetros de Beirut y a 4 kilómetros de la frontera con Israel. Según Edward Henry Palmer, el origen etimológico sería el vocablo árabe para "atar" o "confinar.
Zabqin fue nombrada aldea en 1596, en el subdistrito (Nahiya Otomana) de Tibnine bajo el distrito (Liwa) de Safed, con una población de 12 hogares y 12 solteros, todos musulmanes. Los aldeanos pagaron una tasa impositiva fija del 25% sobre productos agrícolas, como trigo, cebada, olivos, cabras y colmenas, además de "ingresos ocasionales" y pastos de invierno; un total de 3.172 Akçe. Victor Guérin describió que la ciudad tenía ochenta chiitas; además observó: «un gran estanque, construido con piedras cortadas regularmente y varias columnas rotas. En la sección de uno de ellos veo un mosaico que representa una cruz floreada, lo que demuestra que provenía de una iglesia». El estudio de Palestina occidental de 1881 la describe como: «Pequeño arruinado pueblo en una colina, rodeado de maleza; contiene aproximadamente treinta musulmanes [..], y cuenta con las aceitunas y las tierras de cultivo en el sur. El agua es suministrada por cisternas».
Esta ciudad fue gravemente dañada en la Guerra del Líbano de 2006 y fue sometida a un largo proceso de reconstrucción.